# Кондо, Кэйтаро
Кэйтаро Кондо (яп. 近藤 啓太郎 Кондо: Кэйтаро:, 25 марта 1920 года — 1 февраля 2002 года) — японский прозаик и эссеист, представитель литературной группы «Третьи новые».
Родился в городе Йоккаити (префектура Миэ). Закончил в Токио училище искусств (по классу традиционной японской живописи нихонга). После окончания Второй мировой войны на некоторое время осел в городе Камогава (префектура Тиба), где сначала около года занимался рыбным промыслом, а затем стал учителем рисования в средней школе. Работая в школе, начал писать. Дебютировал в 1952 году с рассказом «Кораблекрушение» (遭難, опубликован в «Васэда бунгаку»). Развивая близкую ему рыбацкую тему, в 1956 году был удостоен премии Акутагавы за рассказ «Рыбацкая лодка» (海人舟). Войдя в литературный мир, быстро сблизился с такими писателями, как Хироюки Агава, Дзюнноскэ Ёсиюки, Сётаро Ясуока и др., органично вписавшись в круг «третьих новых». Связь с многими из них поддерживал до конца жизни.
В произведениях 1960-х годов несколько изменил стиль. Работы того времени характеризуются эротизмом и отходом от дзюнбунгаку в направлении массовой литературы. Новый поворот в творчестве пришёлся на 1970-е годы, когда сначала в 1972 году была опубликована работа «Сансара. Живопись Ёкояма Тайкан», а затем после смерти жены от рака в следующем году началась серийная публикация посвящённого ей сисёцу «Улыбка» (微笑, 1973).
Впоследствии стиль и тематика произведений Кондо неоднократно претерпевали изменения. Помимо собственно художественных произведений, Кондо оставлен целый ряд исследований по современной традиционной японской живописи. Одно из них, «Окумура Тогю» (奥村土牛) в 1988 году было удостоено премии «Ёмиури».